# Discrezionalità amministrativa
La discrezionalità amministrativa può essere definita come la possibilità di scelta, o meglio quell'attività "ponderativa" di tutti gli interessi in gioco, relativi ad un determinato contesto, riconosciuta alla pubblica amministrazione, tra più comportamenti ugualmente leciti per il soddisfacimento dell'interesse pubblico individuato dalla norma giuridica.

## Caratteristiche generali
L'attività della pubblica amministrazione è sempre e comunque vincolata al soddisfacimento di un interesse pubblico determinato dalla legge. La stessa legge può determinare il modo, il tempo, i mezzi ed i contenuti delle attività che devono essere seguiti perché tale interesse sia soddisfatto; in questo caso l'attività della pubblica amministrazione si definisce come attività vincolata.
Quando invece, la norma, dopo aver determinato l'interesse pubblico che si intende perseguire con l'atto amministrativo, lascia all'amministrazione un margine di manovra, vuoi rispetto ai modi, o ai tempi, ai mezzi o ai contenuti, allora siamo di fronte ad un atto discrezionale della pubblica amministrazione.
Occorre comunque ribadire che anche per quanto riguarda gli atti discrezionali, il limite relativo all'interesse pubblico a cui si deve conformare l'attività amministrativa, non è mai superabile.

## Attività discrezionale ed attività vincolata
Nell'atto amministrativo vincolato la P.A. non ha alcun margine di manovra; anzi essa è obbligata a intervenire nei modi previsti dalla legge, senza alcuna valutazione dell'interesse pubblico e di quello dei privati che sono coinvolti dall'atto amministrativo.
I vincoli posti dalla legge possono riguardare tutti gli aspetti dell'atto amministrativo, come per esempio l'obbligo di comunicare l'avvio del procedimento amministrativo o la motivazione stessa dell'atto. Nella realtà è però difficile che si realizzi il caso per cui un atto sia completamente vincolato dalla legge; quello che accade con più frequenza è il realizzarsi di situazioni intermedie tra l'atto completamente vincolato e l'atto interamente discrezionale (non nel fine).
Nei casi in cui l'atto è interamente vincolato, rari, ciò è dovuto alla scelta del legislatore di dare la massima garanzia ai diversi interessi coinvolti dall'atto.

## Discrezionalità mista
L'atto amministrativo può presentare, oltre ad elementi di discrezionalità amministrativa, elementi di discrezionalità tecnica; in questi casi si parla di atto a discrezionalità mista.

## Il controllo
Pur essendo come principio molto ampia, la discrezionalità amministrativa non è mai assoluta e può essere oggetto  di controllo da parte dell'organo della giustizia amministrativa. Il principio che la giurisdizione amministrativa è solo di legittimità e non di merito, ha trovato recentemente molti limiti.
Vige, anche, il principio di trasparenza ed imparzialità della pubblica amministrazione; sulla base di esso è diventata prevalente l'opinione che il giudice possa intervenire a sindacare l'attività dell'amministratore quando quest'ultimo abbia posto in essere un comportamento sproporzionato rispetto all'esigenza che si era preposto.